# Осој (Клуж)
Осој (рум. Osoi) насеље је у Румунији у округу Клуж у општини Реча Кристур. Oпштина се налази на надморској висини од 350 m.

## Становништво
Према подацима из 2002. године у насељу је живело 176 становника, од којих су сви румунске националности.